# Sidi Yacoub (Marocco)
Sidi Yacoub  (in arabo سيدي يعقوب‎?) è un centro abitato e comune rurale del Marocco situato nella provincia di Azilal, regione di Béni Mellal-Khénifra. Conta una popolazione di 17 054 abitanti (censimento 2014).